# Ngọn hải đăng Stilo
Ngọn hải đăng Stilo (tiếng Ba Lan: Latarnia Morska Stilo) là một ngọn hải đăng nằm ở Osetnik (trước đây là Stilo) trên bờ biển Ba Lan thuộc vùng biển Baltic, gần làng Sasino.
Ngọn hải đăng nằm ở giữa ngọn hải đăng Czołpino và ngọn hải đăng Rozewie.

## Lịch sử
Ngọn hải đăng được xây dựng từ năm 1904 đến 1906 theo kế hoạch của kiến trúc sư người Đức Walter Körteg. Ngọn hải đăng được xây dựng từ một khung gỗ, bởi công ty Julius Pintsch từ Berlin. Trước đây ngọn hải đăng có đèn hiệu quay được cung cấp bởi 110 V. Năm 1926, ngọn hải đăng đã trải qua quá trình hiện đại hóa, khi hệ thống đèn cũ được thay thế bằng bóng đèn có công suất 2000 V, lắp đặt thêm hệ thống chạy bằng khí khẩn cấp. Năm 2006, nhân một trăm năm tồn tại của ngọn hải đăng - ngọn hải đăng đã trải qua một cuộc cải tạo hoàn chỉnh; trong đó bao gồm một sơ đồ sơn ngoại thất mới; một đặc trưng của ngọn hải đăng.

## Dữ liệu kỹ thuật
- Đặc tính ánh sáng 
  - Sáng: 0,3 s.
  - Tối: 2,2 s.
  - Sáng: 0,3 s.
  - Tối: 2,2 s.
  - Sáng: 0,3 s.
  - Tối: 6,7 s.
  - Chu kỳ: 12 giây.